# Paulina Szpak
Paulina Szpak (ur. 11 października 1991 w Kędzierzynie-Koźlu) – polska siatkarka, grająca na pozycji rozgrywającej.

## Sukcesy klubowe
Mistrzostwa Polski Kadetek:
- 2008

Mistrzostwa Polski Juniorek:
- 2008, 2009
- 2010

NEVZA:
- 2013, 2014, 2015

Mistrzostwo Norwegii:
- 2014, 2015
- 2013

Puchar Norwegii:
- 2014